# Anomozela cirrhiata
Anomozela cirrhiata är en fjärilsart som beskrevs av Felder 1875. Anomozela cirrhiata ingår i släktet Anomozela och familjen mätare. Inga underarter finns listade i Catalogue of Life.